# Назіон

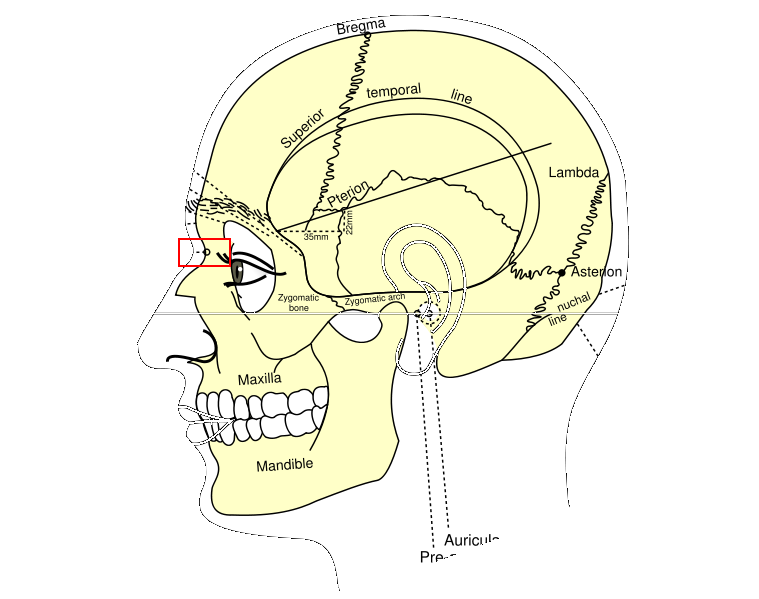
Назіон позначений на черепі червоною рамкою

Назіон або верхньоносова точка (лат. nasion) — антропометрична точка на черепі людини, яка є місцем перетину носолобного шва (місця з'єднання лобової кістки з носовими) з сагітальною площиною.
Є найглибшою точкою носолобної западини. В якості антропометричного орієнтира і точки прив'язки для м'яких тканин, назіон відповідає найбільш увігнутій точці на спинці носа.
Розташування даної точки оцінюється в двох аспектах. За вертикальною площиною визначається ширина (або рівень) як відстань від назіона до франкфуртської лінії. За горизонтальною площиною визначається глибина/висота — як відстань від назіона до надперенісся (glabella), або ж як довжина від назіона до площини рогівки ока.